# Chili aux Jeux paralympiques
Le Chili participe aux Jeux paralympiques depuis les Jeux d'été de 1992 à Barcelone, après la fin de la dictature au Chili. Les Chiliens ont participé à tous les Jeux d'été depuis cette date, ainsi qu'à tous les Jeux d'hiver depuis ceux de 2002. Le pays n'envoie que de petites délégations : entre deux et quatre athlètes de 1992 à 2010 inclus, puis sept en 2012 (et deux aux Jeux d'hiver de 2014). Les Chiliens ont pris part à des épreuves d'athlétisme, de natation, de force athlétique, de tennis, de tennis de table, et de ski alpin.
La première médaille chilienne aux Jeux paralympiques, est la médaille d'or obtenue par le coureur aveugle Christian Valenzuela au 5 000 mètres catégorie T11 en 2012.

## Médaillés chiliens
| Jeux         | Nom                   | Sport       | Épreuve                 | Résultat      |
| ------------ | --------------------- | ----------- | ----------------------- | ------------- |
| 2012 Londres | Christian Valenzuela  | Athlétisme  | 5 000 mètres hommes T11 | 15:26.26      |
| 2020 Tokyo   | Alberto Abarza        | Natation    | Nage libre 200 m S2     | 4 min 14 s 17 |
| 2020 Tokyo   | Alberto Abarza        | Natation    | Dos 50 m S2             | 57 s 76       |
| 2020 Tokyo   | Alberto Abarza        | Natation    | Dos 100 m S2            | 2 min 0 s 40  |
| 2020 Tokyo   | Francisca Mardones    | Athlétisme  | Lancer du poids F54     | 8,33 m WR     |
| 2020 Tokyo   | Katherinne Wollermann | Paracanoë   | 200 m kayak KL1         | 55 s 921      |
| 2020 Tokyo   | Mariana Zúñiga        | Tir à l'arc |                         | Or            |